# Khwaja Umari (huyện)
Khwaja Umari là một huyện thuộc tỉnh Ghazni, Afghanistan. Dân số thời điểm năm 1999 là -14,1 người.